# Буквица лекарственная
Бу́квица лека́рственная (лат. Betonica officinális) — многолетнее травянистое растение; вид рода Буквица (Betonica) семейства Яснотковые.
Культивируется как декоративное красивоцветущее растение, а также используется в традиционной медицине.

## Ботаническое описание

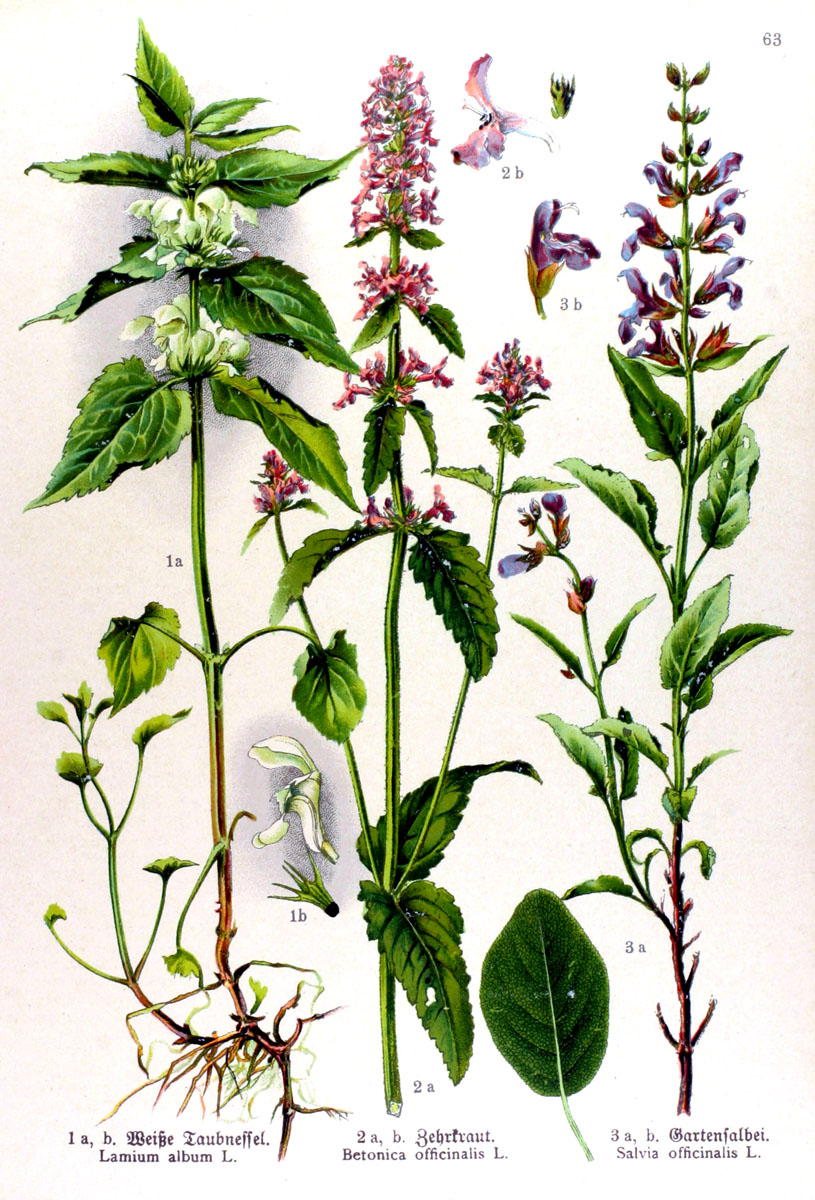
Буквица лекарственная (в центре). Ботаническая иллюстрация из книги Фридриха Лоша Kräuterbuch. Unsere Heilpflanzen in Wort und Bild, 1914

Корневище многолетнее, мочковатое, короткое, отвесное.
Стебель прямостоячий, высотою в 30—60 (100) см, простой, более или менее шерстистый от длинных жёстких волосков.
Листья супротивные, черешчатые, продолговато-яйцевидные, тупые, городчатые, при основании сердцевидные, морщинистые, с обеих сторон покрытые шершавыми волосками; прикорневые листья с очень длинными, средние — с более короткими черешками, верхние же — почти сидячие.
Цветки крупные, неправильные, обоеполые, подпестичные, сидящие в пазухах верхних листьев многоцветковыми полумутовками, собранными на конце стебля продолговатым, в нижней части часто прерывистым, колосовидным соцветием; прицветники яйцевидные, острые, реснитчатые, почти равной длины с чашечками. Чашечка неопадающая, правильная, колокольчатая; о пяти равных зубцах, коротковолосистая; чашечные зубцы треугольные, остистые, вдвое короче трубки. Венчик опадающий, светло-пурпуровый, редко белый, двугубый, снаружи покрытый частым пушком; трубка венчика длиннее чашечки, слегка изогнутая, внутри без кольца волосков; верхняя губа продолговато-яйцевидная, цельная или на верхушке выемчатая, вогнутая, первоначально прямостоящая, затем отвороченная; нижняя губа трёхлопастная, наклонённая, с более широкою, округлою, мелкогородчатою среднею лопастью. Тычинки в числе четырёх, двусильные, не доходящие до середины верхней губы; тычинковые нити тонкие, нижнею частью приросшие к трубке венчика, вверху свободные, остающиеся параллельными и после цветения; пыльники двугнёздные, с почти параллельными пыльниковыми мешками. Пестик с четырёхгнёздною, четырёхлопастною верхнею завязью, сидящею на железистом диске; столбик нитевидный, почти равной длины с тычинками, оканчивающийся двураздельным рыльцем. Цветёт с конца июня до сентября.
Плод сухой, состоящий из четырёх продолговатых, трёхгранных, снаружи выпуклых, гладких бурых односемянных орешков, сидящих на дне остающейся чашечки. Плоды в Средней России созревают в июле — октябре.

## Распространение и экология
Буквица лекарственная распространена почти по всей Европе, довольно обыкновенна она почти по всей Европейской России, на Кавказе, в Западной Сибири и Урале.
Встречается на сухих и сыроватых лугах, возвышенных местах, в кустарниковых зарослях и на полянах и опушках лесов.

## Хозяйственное значение и применение

### В медицине
В официальной медицине не используется. Ранее растение традиционно выращивали в аптекарских и монастырских садах для лечебных целей — отсюда видовой эпитет officinalis, указывающий на использование в лечебных или кулинарных целях. Существенные составные части травы буквицы — горькие и дубильные вещества.
Трава буковицы, высушенная и собранная во время цветения, издавна применялось в народной медицине как кровоостанавливающее, противокатаральное и гипотензивное средство, в отварах — против катаров дыхательных путей. Корневище употреблялось прежде как рвотное и слабительное средство. В гомеопатии используется при астме.

### Медонос
Медоносное растение. Продуктивность нектара цветком 0,2 мг, растением 226 мг, при сплошном произрастании 149 кг/га. В нектаре держится 59,3 % сахара. Продуктивность пыльцы пыльником 0,2 мг, растением 330 мг. На 38 цветках буквицы лекарственной замечены 2 медоносные пчёлы, 14 бабочек, 15 шмелей, 6 одиночных пчёл, 1 жук. Заполняя зобик, одна медоносная пчела затратит 67 % нектара, собранного при одном фуражировочном вылете, на посещение 328 цветков сплошного произрастания буквицы и полет до улья и обратно. Объём нектара, принесенного в улей, находящегося в 1 км от пасеки, равен 19,7 мг.
Семена содержат жирное масло.

### Хозяйственное значение
Зелёные части растения использовались для окрашивания шерсти в буро-оливковый цвет.
Порошок сухого растения применяется как средство против грызунов.

## Классификация

### Таксономия
Betonica officinalis L., 1753, Sp. Pl.: 573
Вид Буквица лекарственная относится к роду Буквица (Betonica) семейства Яснотковые (Lamiaceae) порядка Ясноткоцветные (Lamiales), который последовательно входит в вышестоящие клады Ламииды → Астериды → Суперастериды → Эвдикоты → Цветковые растения. Таксономическая схема в соответствии с Системой APG IV по состоянию на январь 2025 года:
|  |                          |  |                                   |                                   |                      |  | еще 23 семейства | еще 23 семейства |                           |  |  |  | еще 9 подтвержденных видов и 10 видов, ожидающих подтверждения |
|  |                          |  |                                   |                                   |                      |  | еще 23 семейства | еще 23 семейства |                           |  |  |  | еще 9 подтвержденных видов и 10 видов, ожидающих подтверждения |
|  |                          |  |                                   | порядок Ясноткоцветные            |                      |  |                  |                  | род Буквица               |  |  |  |                                                                |
|  |                          |  |                                   | порядок Ясноткоцветные            |                      |  |                  |                  | род Буквица               |  |  |  |                                                                |
|  | клада Цветковые растения |  |                                   |                                   | семейство Яснотковые |  |                  |                  | вид Буквица лекарственная |  |  |  |                                                                |
|  | клада Цветковые растения |  |                                   |                                   | семейство Яснотковые |  |                  |                  |                           |  |  |  |                                                                |
|  |                          |  | ещё 63 порядка цветковых растений | ещё 63 порядка цветковых растений |                      |  |                  | еще 267 родов    | еще 267 родов             |  |  |  |                                                                |
|  |                          |  |                                   | ещё 63 порядка цветковых растений |                      |  |                  |                  | еще 267 родов             |  |  |  |                                                                |

### Внутривидовые таксоны
- Betonica officinalis subsp. haussknechtii Nyman
- Betonica officinalis subsp. officinalis
- Betonica officinalis subsp. skipetarum Jáv.
- Betonica officinalis subsp. velebitica (A.Kern.) Nyman
- Betonica officinalis var. algeriensis (de Noé) Ball
- Betonica officinalis var. serotina (Host) Nyman